# Duillier
Duillier är en ort och  kommun i distriktet Nyon i kantonen Vaud, Schweiz. Kommunen har 1 114 invånare (2023).